# Промысла
Промысла́ — рабочий посёлок в Горнозаводском районе Пермского края России. Входит в состав Теплогорского сельского поселения.

## Географическое положение
Посёлок расположен в горно-таёжной местности Среднего Урала на реке Полудёнке, притоке Койвы. В черте посёлка и в юго-восточных его окрестностях по руслу реки Полудёнки есть несколько прудов-выработок. Посёлок находится примерно в 9 км к северо-востоку от центра поселения, ПГТ. Тёплая Гора, и в 65 км к северо-востоку от районного центра, города Горнозаводска. В 5 км на север находится гора Колпаки — ландшафтный памятник природы регионального значения.

## История

Памятный знак в посёлке на месте находки первого Российского алмаза

Поселение известно с 1825 года, когда на реке Полудёнке были обнаружены золотые россыпи. Первоначальное название посёлка — «Крестовоздвиженские золотые промысла», село Крестовоздвиженское. В посёлке находилась главная контора Крестовоздвиженских золото-платиновых приисков.
В 1829 году промывальщик золота Павел Попов обнаружил в окрестностях посёлка первый в России алмаз весом в 0,5 карата, за что получил вольную.
В 1900 году на промыслах работал старателем А. С. Гриневский.
Статус посёлка городского типа получил 30 июля 1943 года.

## Инфраструктура
В посёлке работают сельская администрация, сельский клуб с библиотекой, малокомплектная средняя школа, фельдшерско-акушерский пункт, почтовое отделение, кафе и магазин. Есть детский сад, который закрылся в 2019 году.
На территории посёлка находится памятник героям Великой Отечественной войны и памятный знак на камне в честь первого найдённого в России алмаза. В нескольких километрах к востоку от посёлка, на границе Европы и Азии находится пограничная стела, установленная в 2003 году.

## Транспорт
Через посёлок проходит однопутная железнодорожная ветка Горнозаводской железной дороги, на которой в центре посёлка находится пассажирская станция Промысла. На станции по три раза в каждом направлении останавливается электричка Нижний Тагил — Чусовская. Добраться до посёлка можно на электричке и на проходящем пригородном автобусе из города Горнозаводска и Тёплой Горы.

## Промышленность
В посёлке работают два лесопильных предприятия, три строительные фирмы, а также несколько кустарных артелей по поиску и добыче золота и алмазов. Жители ведут сельское хозяйство и занимаются добычей полезных ископаемых.

## Население
| 1959 | 1970  | 1979  | 1989  | 2002 | 2006 | 2007 | 2009 | 2010 |
| ---- | ----- | ----- | ----- | ---- | ---- | ---- | ---- | ---- |
| 2684 | ↘1807 | ↘1494 | ↘1129 | ↘747 | ↘700 | →700 | ↗717 | ↘558 |
| 2012 | 2013  | 2014  | 2015  | 2016 | 2017 | 2018 | 2019 | 2020 |
| ↘524 | ↘503  | ↘481  | ↘465  | ↘451 | ↘419 | ↘398 | ↘390 | ↘375 |
| 2021 | 2023  |       |       |      |      |      |      |      |
| ↗390 | ↘383  |       |       |      |      |      |      |      |

## Галерея

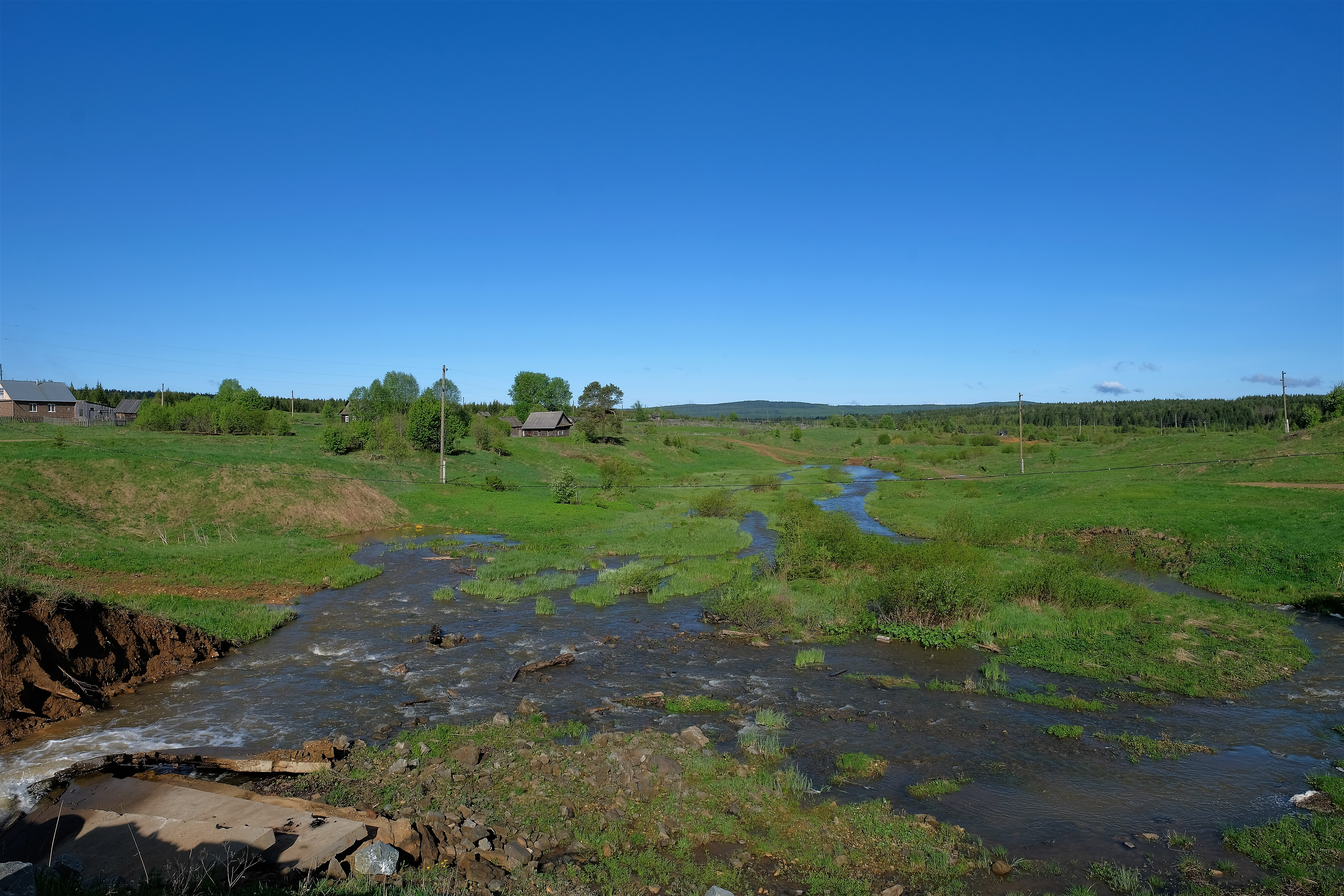
Река Полудёнка в черте посёлка
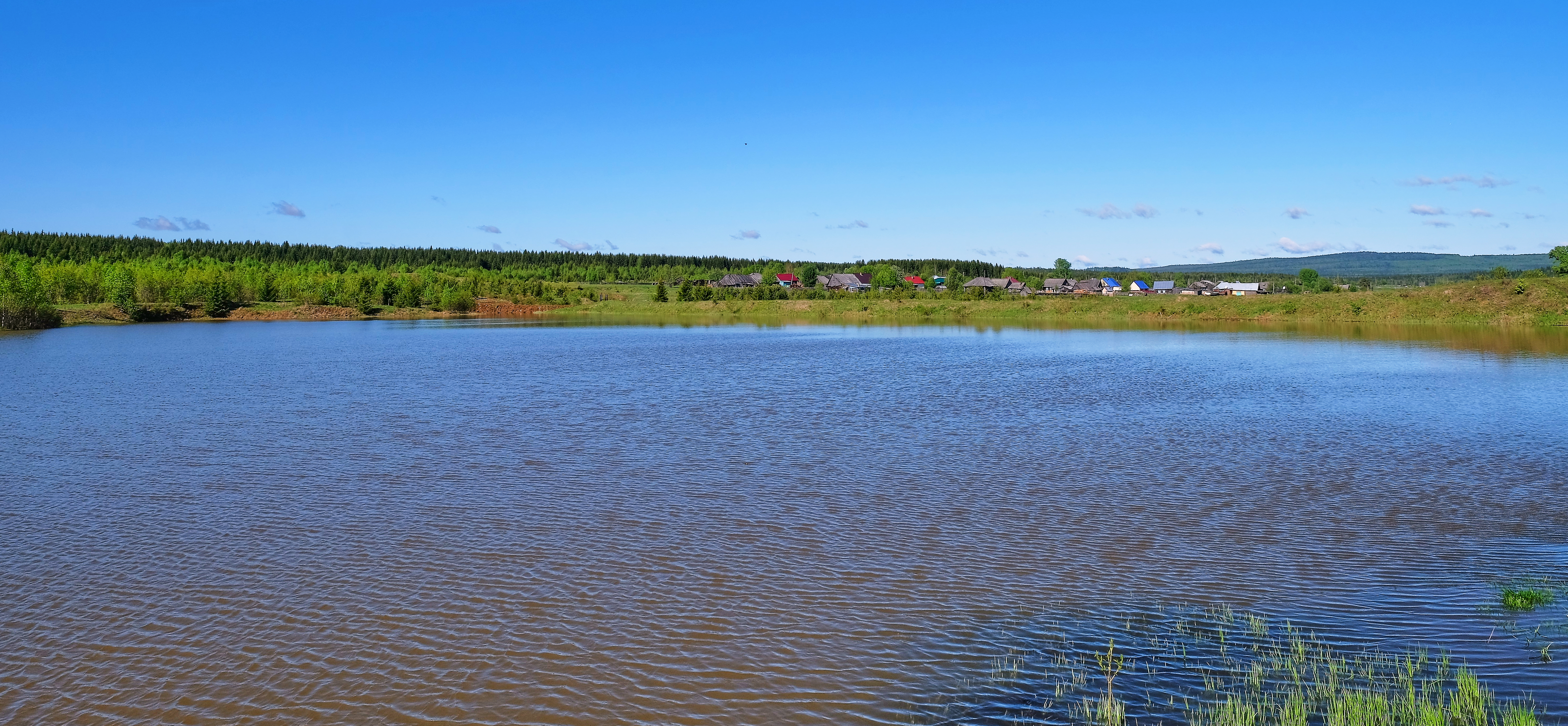
Пруд на реке Полудёнка в посёлке
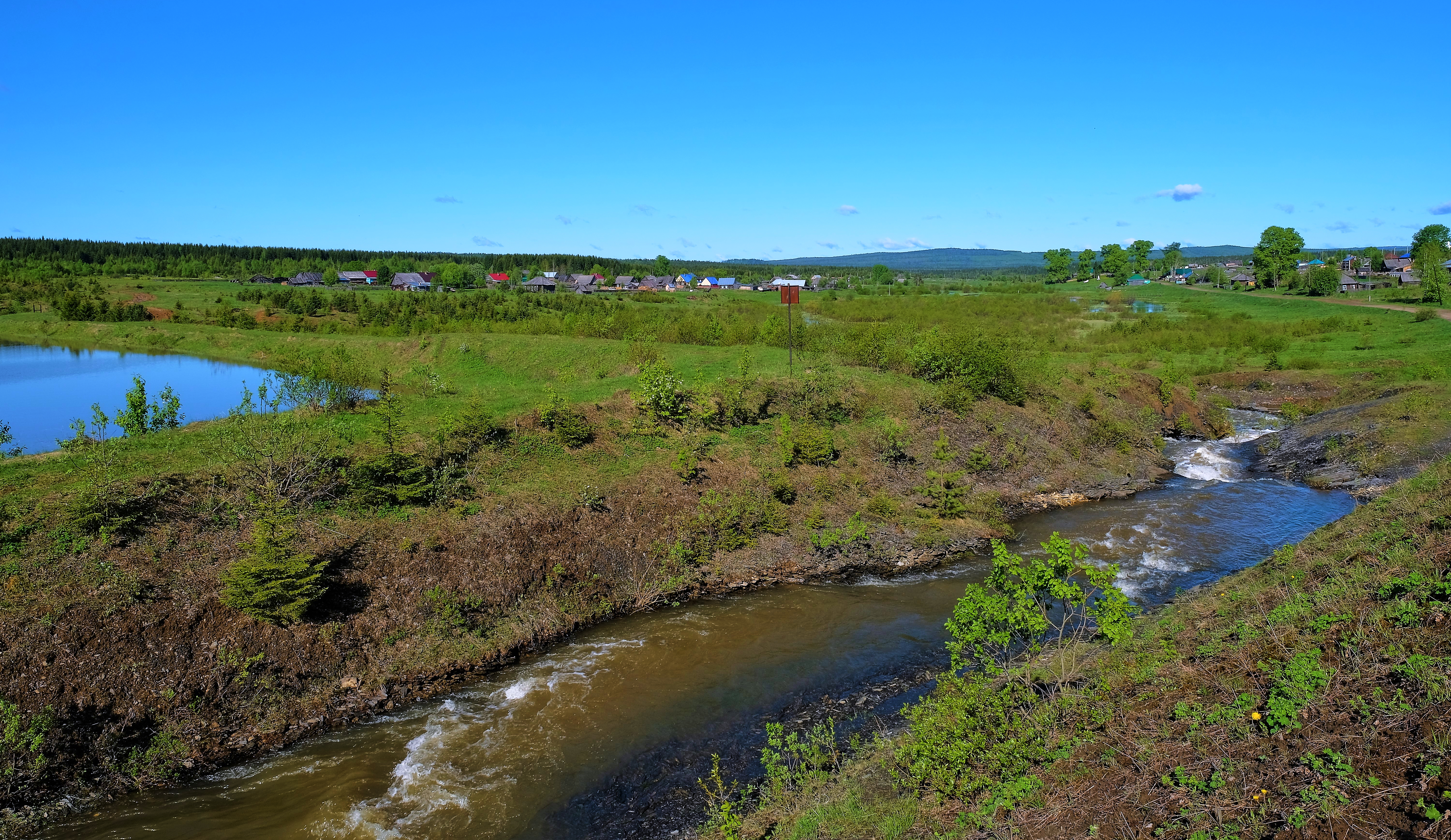
Слив поселкового пруда
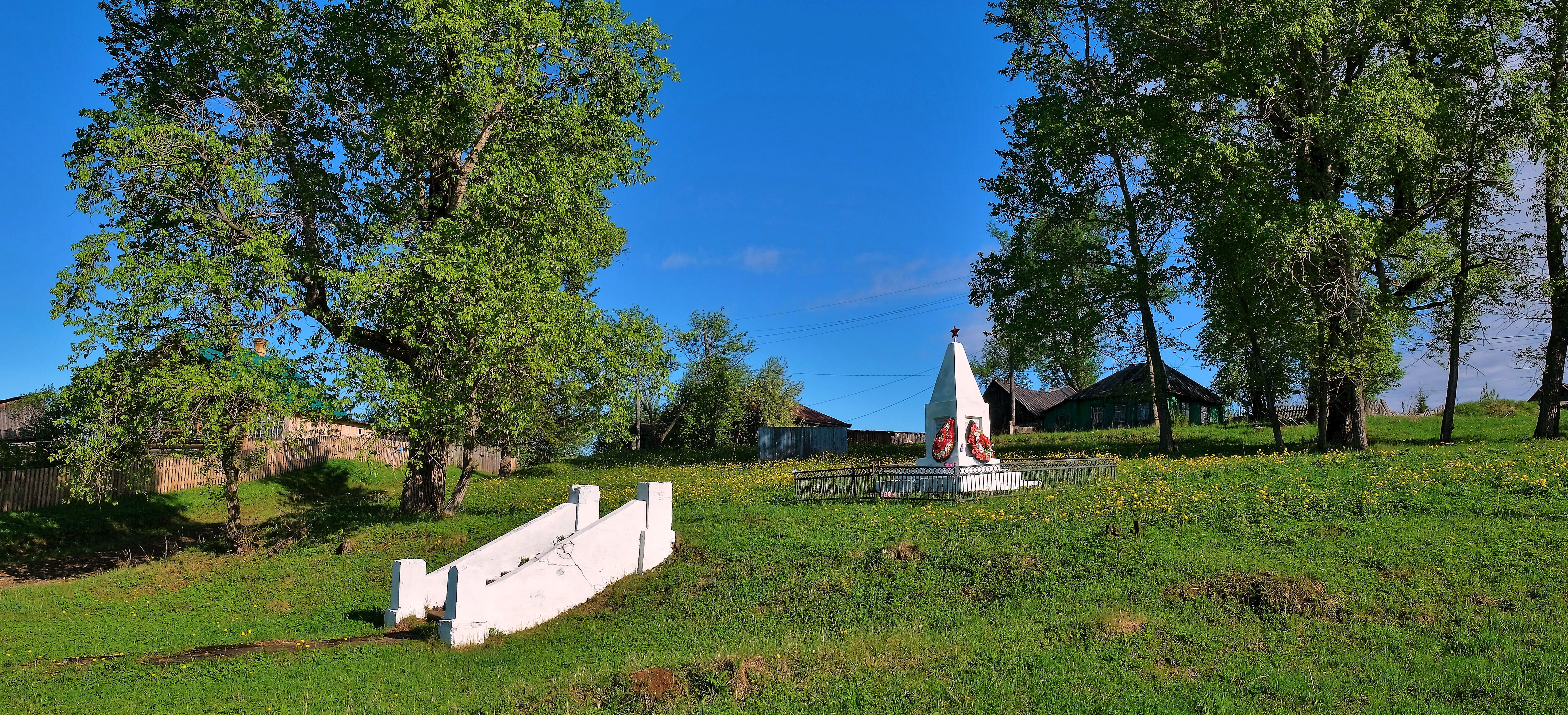
Воинский мемориал посёлка Промыслы
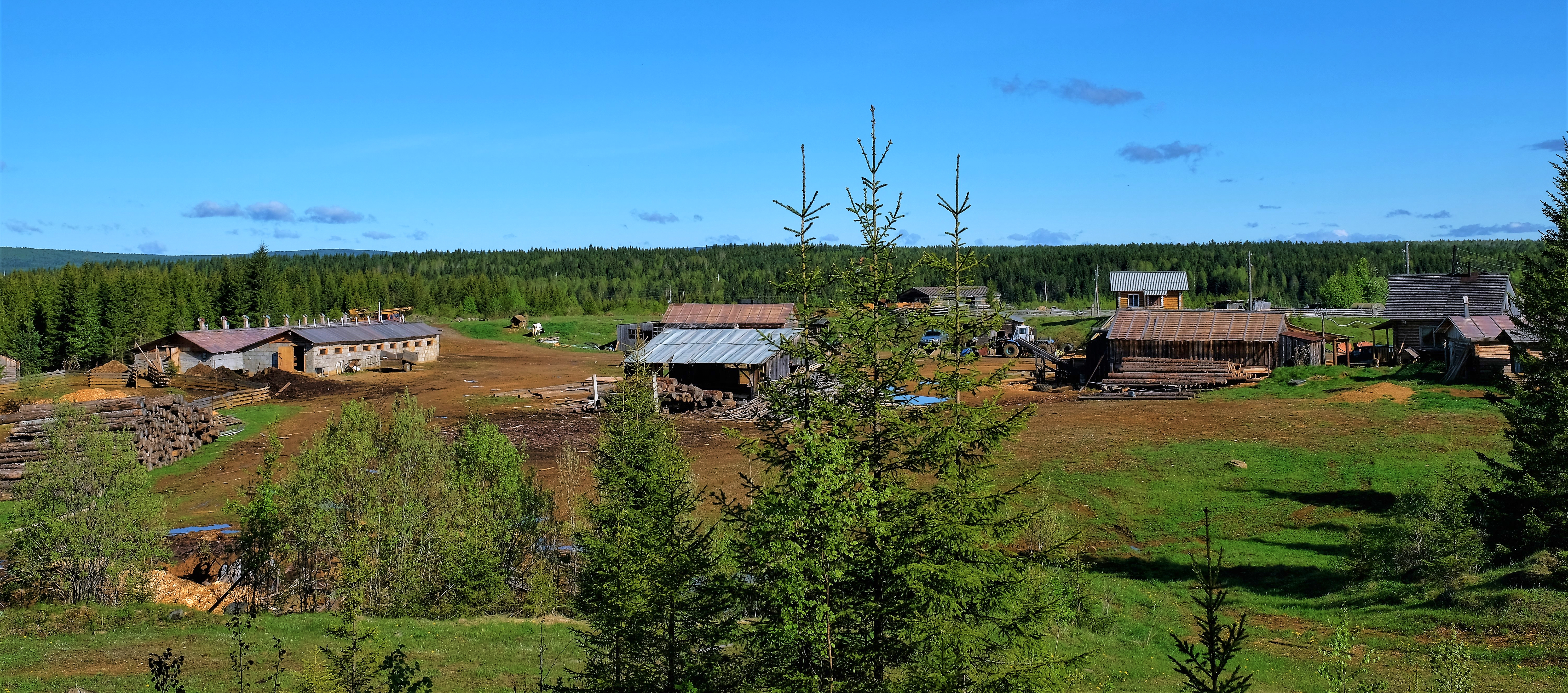
Одна из пилорам в посёлке
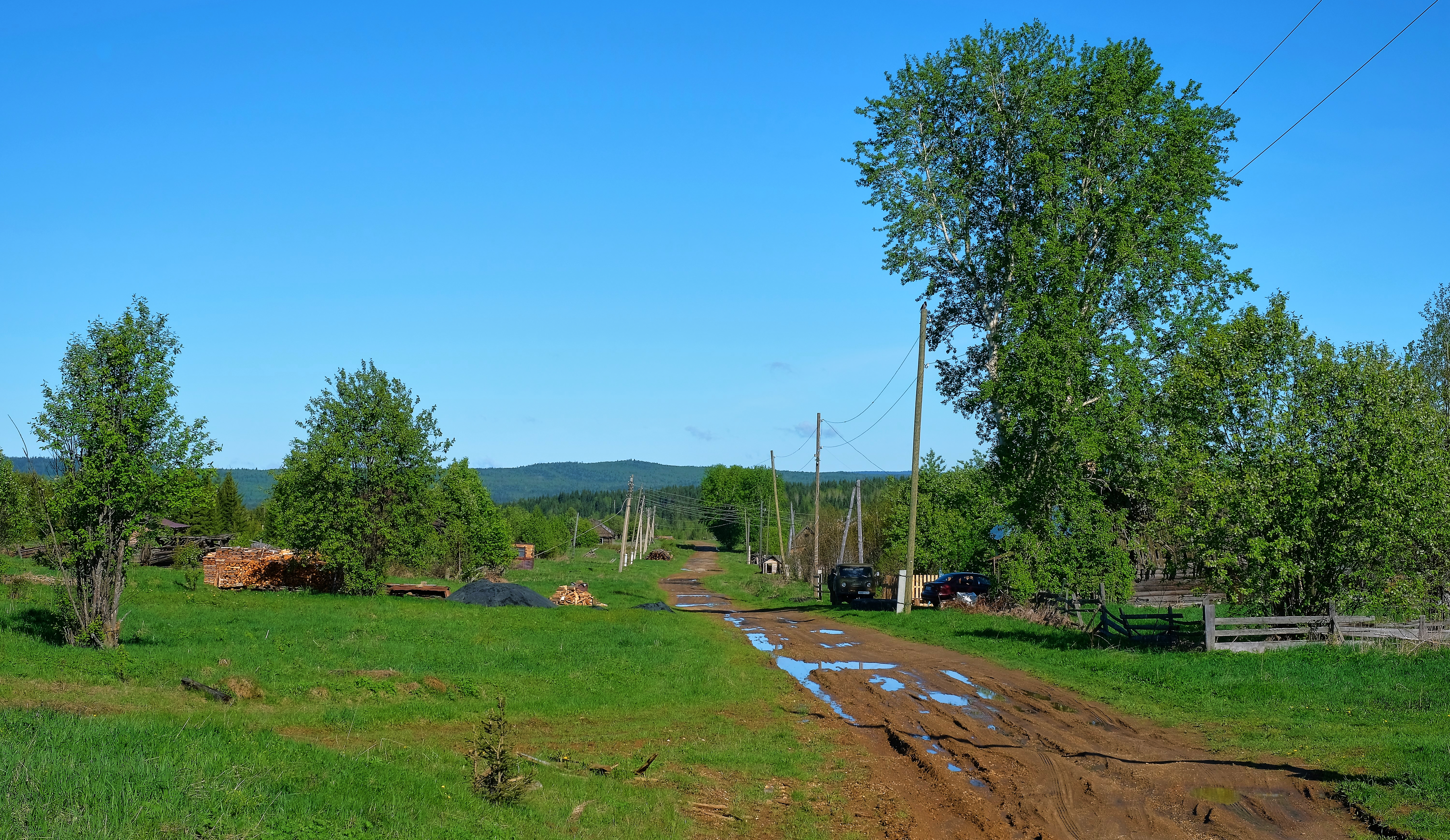
Улица Пролетарская
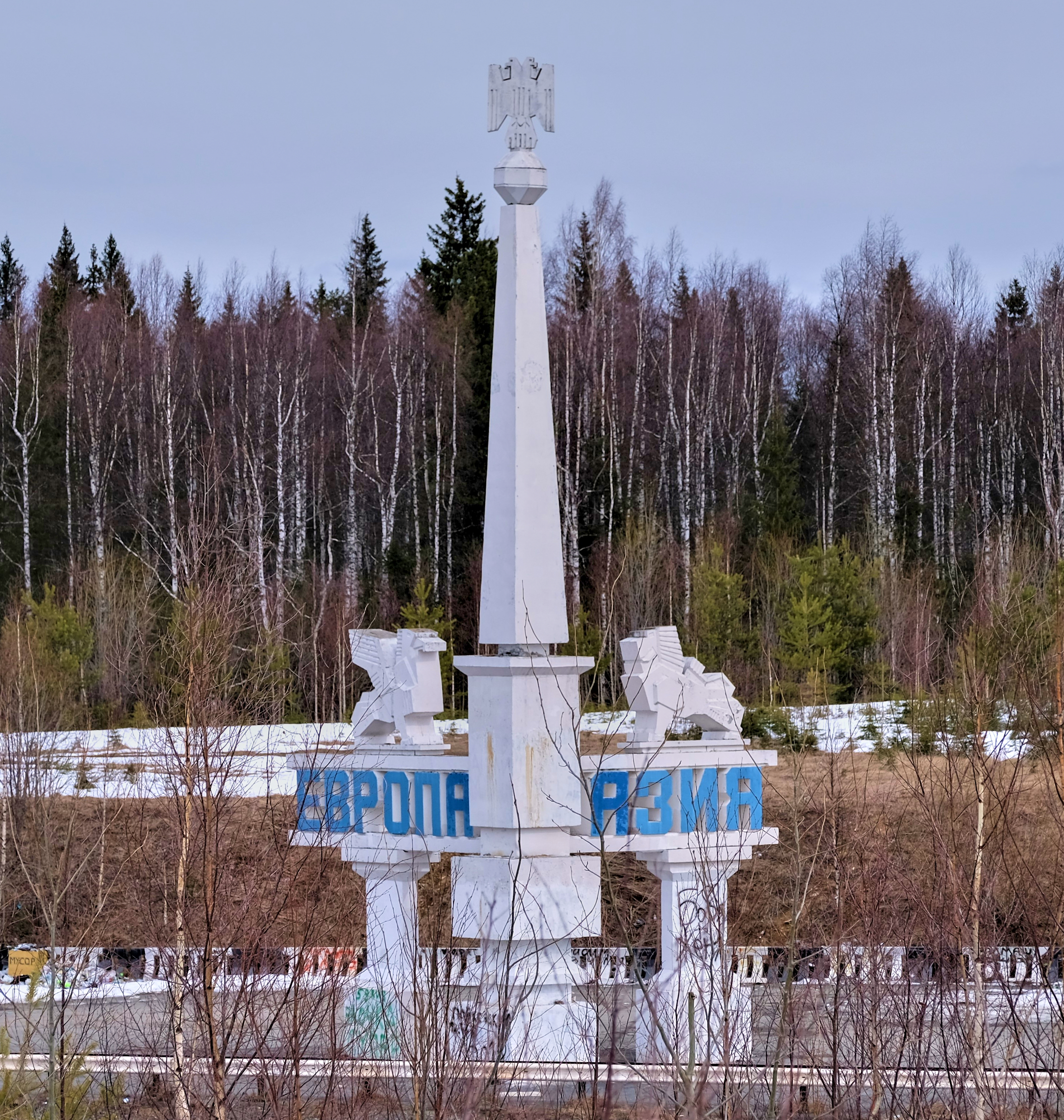
Стела Европа/Азия близ посёлка Промысла